# Micah Potter
Micah Potter (Mentor, Ohio; 6 de abril de 1998) es un baloncestista estadounidense que pertenece a la plantilla de los Utah Jazz de la NBA, con un contrato dual que le permite jugar en su filial en la G League, los Salt Lake City Stars. Con 2,06 metros de estatura, juega en la posición de pívot.

## Trayectoria deportiva

### Universidad
Jugó dos temporadas con los Buckeyes de la Universidad Estatal de Ohio, en las que promedió 4,1 puntos y 2,8 rebotes por partido. Dos días antes del comienzo de su temporada júnior, anunció que sería transferido a otra universidad.
Fue transferido finalmente a los Badgers de la Universidad de Wisconsin, donde tuvo que permaneces una temporada en blanco debido a la normativa de la NCAA en cuanto a transferencias. Tras el parón, jugó dos temporadas más, en las que promedió 11,6 puntos y 6,1 rebotes por encuentro.

#### Estadísticas
| Año     | Equipo     | PJ       | PT       | MPP      | %TC      | %3P      | %TL      | RPP      | APP      | ROB      | TPP      | PPP      |
| ------- | ---------- | -------- | -------- | -------- | -------- | -------- | -------- | -------- | -------- | -------- | -------- | -------- |
| 2016–17 | Ohio State | 30       | 12       | 14.1     | .434     | .333     | .600     | 3.1      | .3       | .3       | .4       | 4.1      |
| 2017–18 | Ohio State | 29       | 4        | 10.1     | .489     | .300     | .800     | 2.4      | .3       | .2       | .4       | 4.1      |
| 2018–19 | Wisconsin  | Redshirt | Redshirt | Redshirt | Redshirt | Redshirt | Redshirt | Redshirt | Redshirt | Redshirt | Redshirt | Redshirt |
| 2019–20 | Wisconsin  | 21       | 3        | 17.5     | .528     | .451     | .860     | 6.2      | .4       | .4       | 1.0      | 10.1     |
| 2020–21 | Wisconsin  | 31       | 20       | 22.2     | .504     | .386     | .840     | 5.9      | 1.4      | .5       | .7       | 12.5     |
| Total   | Total      | 111      | 39       | 15.9     | .496     | .381     | .794     | 4.3      | .6       | .3       | .6       | 7.6      |

### Profesional
Tras no ser elegido en el Draft de la NBA de 2021, se unió a los Miami Heat para disputar las Ligas de Verano de la NBA, y el 10 de septiembre firmó contrato con la franquicia. Fue uno de los últimos recortes de la pretemporada y se unió a los Sioux Falls Skyforce como jugador afiliado. Promedió 14,1 puntos y 10,7 rebotes por partido.
El 29 de diciembre de 2021, firmó un contrato de 10 días con los Detroit Pistons. Al término del mismo, y tras tres encuentros con el primer equipo, regresó a la disciplina del filial.
El 21 de septiembre de 2022 firmó un contrato dual con los Utah Jazz de la NBA y su filial en la G League, los Salt Lake City Stars.
En agosto de 2024 renueva con los Jazz su contrato dual.

## Estadísticas de su carrera en la NBA

### Temporada regular
| Año     | Equipo  | PJ | PT | MPP  | %TC  | %3P  | %TL   | RPP | APP | ROB | TPP | PPP |
| ------- | ------- | -- | -- | ---- | ---- | ---- | ----- | --- | --- | --- | --- | --- |
| 2021-22 | Detroit | 3  | 0  | 10.3 | .455 | .000 | 1.000 | 3.0 | .0  | .3  | .3  | 4.0 |
| 2022-23 | Utah    | 7  | 0  | 7.5  | .667 | .571 | —     | 2.3 | .6  | .1  | .0  | 3.4 |
| 2023-24 | Utah    | 16 | 0  | 11.6 | .475 | .429 | .750  | 2.7 | .4  | .3  | .4  | 3.3 |
| 2024-25 | Utah    | 38 | 10 | 18.6 | .422 | .316 | .850  | 4.3 | .8  | .4  | .4  | 4.3 |
| Total   | Total   | 64 | 10 | 15.2 | .453 | .344 | .833  | 3.6 | .6  | .3  | .3  | 3.9 |